# Neyruz-sur-Moudon

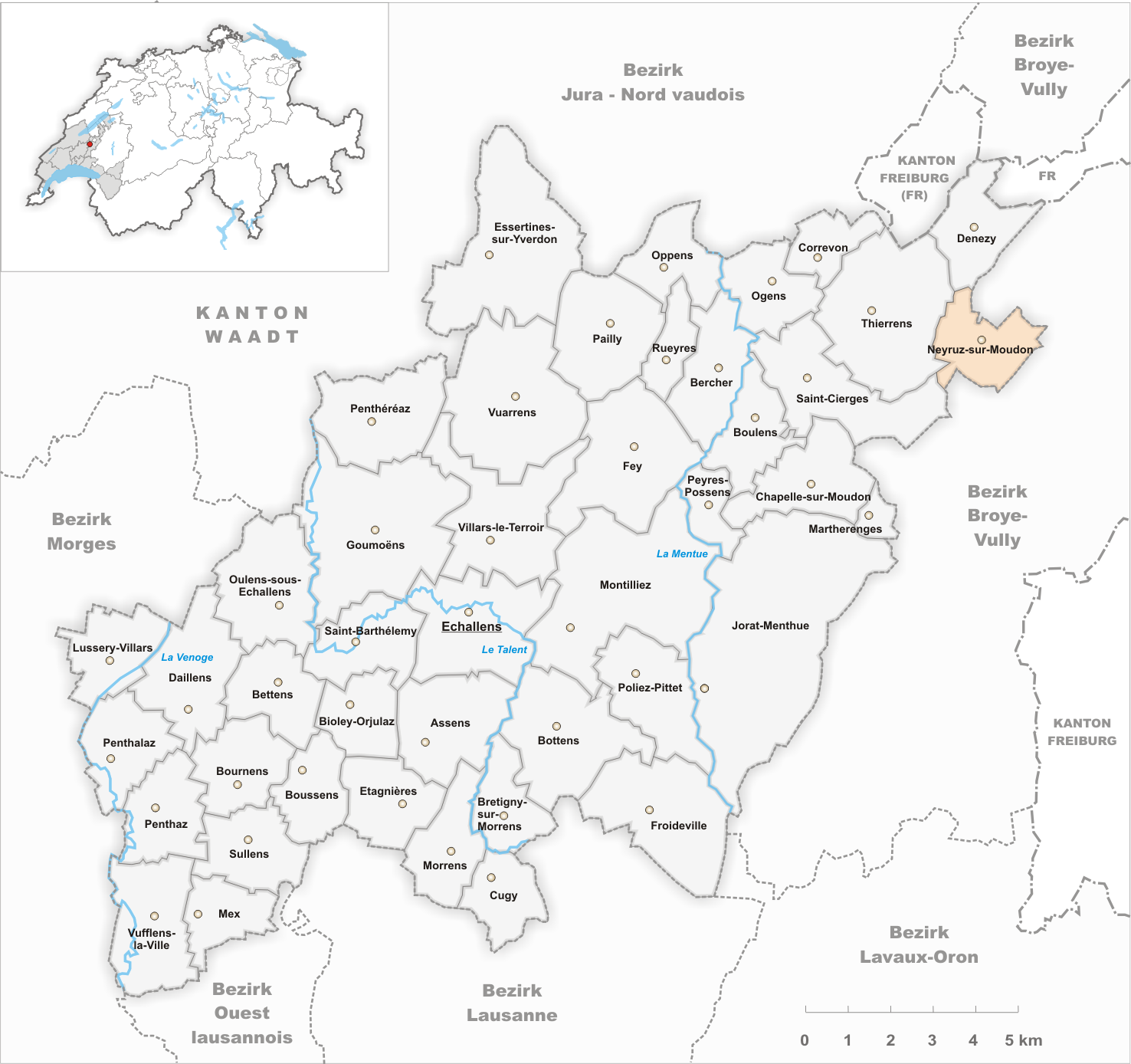
Gemeindestand vor der Fusion am 31. Dezember 2012

Neyruz-sur-Moudon war bis am 31. Dezember 2012 eine politische Gemeinde im Distrikt Gros-de-Vaud des Kantons Waadt in der Schweiz. Bis Ende des Jahres 1952 hiess die Gemeinde offiziell Neyruz (VD), wurde dann aber zur besseren Unterscheidbarkeit mit Neyruz im Kanton Freiburg umbenannt.
Am 1. Januar 2013 fusionierte sie mit den Gemeinden Chanéaz, Chapelle-sur-Moudon, Correvon, Denezy, Martherenges, Peyres-Possens, Saint-Cierges und Thierrens zur neuen Gemeinde Montanaire.

## Geographie

Luftbild (1964)

Neyruz-sur-Moudon liegt auf 765 m ü. M., 23 Kilometer nordöstlich der Kantonshauptstadt Lausanne (Luftlinie). Das Strassenzeilendorf erstreckt sich am Rand einer Hochfläche zwischen den Tälern der Lembe im Westen und der Cerjaule im Osten, im Molassehügelland des nördlichen Waadtländer Mittellandes.
Die Fläche des 3,5 km² grossen ehemaligen Gemeindegebiets umfasst einen Abschnitt des Hochplateaus zwischen der Mentue und dem mittleren Broyetal. Die östliche Grenze verläuft entlang des Baches Cerjaule. Nach Westen erstreckt sich der ehemalige Gemeindeboden über den Hang von Neyruz-sur-Moudon auf das angrenzende Hochplateau Champ de la Croix und Les Esserts, auf dem mit 802 m ü. M. der höchste Punkt der ehemaligen Gemeinde erreicht wird. Im Nordwesten reicht die Fläche in das Quellgebiet der Lembe mit dem Wald Le Praduit. Von der Gemeindefläche entfielen 1997 4 % auf Siedlungen, 26 % auf Wald und Gehölze und 70 % auf Landwirtschaft.
Zu Neyruz-sur-Moudon gehören mehrere Einzelhöfe. Nachbargemeinden von Neyruz-sur-Moudon waren Villars-le-Comte, Oulens-sur-Lucens, Bussy-sur-Moudon, Moudon, Saint-Cierges, Thierrens und Denezy.

## Bevölkerung
Mit 119 Einwohnern (Stand 31. Dezember 2012) gehört Neyruz-sur-Moudon zu den kleinsten Gemeinden des Kantons Waadt. Von den Bewohnern sind 97,5 % französischsprachig, 1,7 % deutschsprachig und 0,8 % sprechen Albanisch (Stand 2000). Die Bevölkerungszahl von Neyruz-sur-Moudon belief sich 1900 noch auf 215 Einwohner. Danach wurde bis 1970 durch starke Abwanderung eine Abnahme um fast 50 % auf 113 Einwohner verzeichnet; seither blieb die Bevölkerung stabil und nahm erst in den letzten Jahren wieder leicht zu.

## Wirtschaft
Neyruz-sur-Moudon war bis in die zweite Hälfte des 20. Jahrhunderts ein vorwiegend durch die Landwirtschaft geprägtes Dorf. Noch heute haben der Ackerbau, der Obstbau und die Viehzucht eine wichtige Bedeutung in der Erwerbsstruktur der Bevölkerung. Einige weitere Arbeitsplätze sind im lokalen Kleingewerbe und im Dienstleistungssektor vorhanden. Mit der Errichtung von Einfamilienhäusern in den letzten Jahrzehnten hat sich das Dorf auch zu einer Wohngemeinde entwickelt. Viele Erwerbstätige sind deshalb Wegpendler, die in den umliegenden grösseren Ortschaften arbeiten.

## Verkehr
Die ehemalige Gemeinde liegt abseits der grösseren Durchgangsstrassen an einer Verbindungsstrasse von Moudon nach Denezy. Durch einen Postautokurs, der von Moudon nach Thierrens verkehrt, ist Neyruz-sur-Moudon an das Netz des öffentlichen Verkehrs angebunden.

## Geschichte
Die erste urkundliche Erwähnung des Ortes erfolgte 1168 unter dem Namen Nuirul. Später erschienen die Bezeichnungen Nyroul (1261) und Neyriouz (1359). Der Ortsname geht auf das lateinische Wort nucariolum (Nussbaumwäldchen) zurück.
Seit der Mitte des 14. Jahrhunderts unterstand Neyruz-sur-Moudon der savoyischen Kastlanei Moudon. Mit der Eroberung der Waadt durch Bern im Jahr 1536 gelangte das Dorf unter die Verwaltung der Landvogtei Moudon. Nach dem Zusammenbruch des Ancien Régime gehörte Neyruz-sur-Moudon von 1798 bis 1803 während der Helvetik zum Kanton Léman, der anschliessend mit der Inkraftsetzung der Mediationsverfassung im Kanton Waadt aufging. 1798 wurde es dem Bezirk Moudon zugeteilt.

## Sehenswürdigkeiten
Von dem im 14. Jahrhundert erwähnten Sankt-Antonius-Spital ist nur noch die Kapelle erhalten. Im Dorf befinden sich einige typische Bauernhäuser aus dem 18. und 19. Jahrhundert.